# Ormyrus desertus
Ormyrus desertus is een vliesvleugelig insect uit de familie Ormyridae. De wetenschappelijke naam is voor het eerst geldig gepubliceerd in 2003 door Zerova & Dawah.